# Герб Пестречинского района
Герб Пестречи́нского муниципального района Республики Татарстан Российской Федерации.
Герб утверждён Решением № 12 Совета Пестречинского муниципального района 23 мая 2007 года.
Герб внесён в Государственный геральдический регистр Российской Федерации под регистрационном номером 3190 и в Государственный геральдический реестр Республики Татарстан под № 72.

## Описание герба
«В червлёном поле с зелёной оконечностью, поверх всего — золотой кувшин, полный такового же зерна, со стоящим на нем золотым петухом, поддерживаемый двумя серебряными сокращённо сидящими и обернувшимися норками с хвостами у лап».

## Символика герба
Герб языком символов и аллегорий отражает исторические, культурные и экономические особенности района.
Главная фигура герба — золотой кувшин, наполненный зерном.
Пестречинский район издревле известен развитыми ремёслами. Население района занималось ювелирным, кожевенным, дерево- и металлообрабатывающим производствами. Особенно было развито гончарное производство, широко освоенное в XVI в., затем переросшее в высококвалифицированное производство художественно-орнаментированной керамики. Большую известность получили работы русских гончаров начала XX в., использовавших для украшения татарские национальные орнаменты. Пестречинская керамика была представлена на ярмарках Казани, Москвы, Санкт-Петербурга, Астрахани и других городов. Традиции гончарного промысла продолжаются и в настоящее время.
Кувшин олицетворяет в целом богатейшую историю края и его ремёсел, является объединяющим символом жизнедеятельности человека, аллегорией материального и духовного наследия района.
Зерно в кувшине, показывает, что Пестречинский район в основе своей является сельскохозяйственным районом.
Петух является символом бдительности и отваги, вестником дня. Кроме того, петух также символизирует сельскохозяйственную направленность экономики района: здесь на основе новейших технологий активно развивается птицеводство, коневодство, мясо-молочное производство, рыбоводство.
Норки, поддерживающие кувшин, символизируют одно из развитых направлений экономики района — производство пушнины.
В целом животные символизируют бережное отношение к богатствам Пестречинского района, охрану его материального и духовного наследия.
Символику фигур герба дополняет его цветовая гамма:
Красный цвет — символ трудолюбия, мужества, силы, красоты и праздника.
Зелёный цвет — символ весны, здоровья, природы, плодородия.
Золото — символ урожая, богатства, солнечной энергии и тепла, уважения и интеллекта.
Серебро — символ ясности, открытости, примирения, невинности.

## История герба
Разработка герба произведена Геральдическим советом при Президенте Республики Татарстан совместно с Союзом геральдистов России
в составе:
Рамиль Хайрутдинов (Казань), Радик Салихов (Казань), Ильнур Миннуллин (Казань), Григорий Бушканец (Казань), Константин Мочёнов (Химки), Кирилл Переходенко (Конаково), Галина Русанова (Москва).